# Botley (Oxfordshire)
Botley – wieś w Anglii, w hrabstwie Oxfordshire, w dystrykcie Vale of White Horse. Leży 3 km na zachód od Oksfordu i 86 km na zachód od Londynu.